# Naccaria
Naccaria, taksonomski priznati rod crvenih algi (Rhodophyta) iz porodice Naccariaceae, dio reda Bonnemaisoniales. Postoji pet priznatih vrsta, sve su morske.

## Vrste
1. Naccaria antillana W.R.Taylor
2. Naccaria corymbosa J.Agardh
3. Naccaria hawaiiana I.A.Abbott
4. Naccaria naccarioides (Kylin) Womersley & I.A.Abbott
5. Naccaria wiggii (Turner) Endlicher ex J.Agardh - tip